# Олга Вујадиновић
Олга Вујадиновић (Крушевац, 1936 — Ријека, 2015) била је југословенска и српска филмска и позоришна глумица и сценариста. 
Олга Вујадиновић Блажек дипломирала је на Академији примењених уметности у Београду 1960. године. Била је члан УЛУПУС-а од 1961. г. Била је професорка у Школи за примењену уметност у Новом Саду, од 1961. до 1963. године. Добитница је сребрне медаље за керамику на светској изложби керамике у Прагу 1962. г, као и награде УЛУПУС-а за уникатну керамику 1963. и 1965. године. Проглашена је истакнутим уметником 1987. 

## Филмографија

### Глумица
| Год.  | Назив               | Улога \|- style="background: Lavender; text-align:center; " | 1960.-те | 1960.-те | 1960.-те | 1960.-те |
| 1962. | Капи, воде, ратници | /                                                           |          |          |          |          |
| 1963. | Дани                | /                                                           |          |          |          |          |
| 1964. | Издајник            | /                                                           |          |          |          |          |
| 1964. | Николетина Бурсаћ   | Болничарка Бранка                                           |          |          |          |          |

### Сценариста
| Год.  | Назив               | Улога \|- style="background: Lavender; text-align:center; " | 1960.-те | 1960.-те | 1960.-те | 1960.-те |
| 1962. | Капи, воде, ратници | /                                                           |          |          |          |          |